# Литовченко, Алексей Игоревич
Алексе́й И́горевич Лито́вченко (укр. Олексій Ігорович Литовченко; род. 15 августа 1996, Киев) — украинский футболист, нападающий клуба «Кудровка».

## Биография
Воспитанник киевских клубов «Динамо», «Старт», «Атлет» и ДЮСШ-15.
Первым профессиональным клубом в карьере юного нападающего стала черновицкая «Буковина». Летом 2013 года перешёл в «Арсенал-Киев», но, как и в своём предыдущем клубе, за первую команду не сыграл ни одного матча. В 2014 году играл в любительском чемпионате Украины за киевский «Евробис-Агробизнес». Весной и летом 2017 года выступал за «ДСО-Подолье» в чемпионате Тернопольской области и любительском чемпионате Украины.
В сентябре 2017 года усилил тернопольскую «Ниву». Дебютировал в футболке тернопольского клуба 3 сентября 2017 года в победном (3:2) домашнем поединке 10-го тура группы «А» Второй лиги Украины против хмельницкого «Подолья»: Алексей вышел на поле на 62-й минуте, заменив Александра Апанчука. Дебютным голом в профессиональном футболе отличился 30 сентября 2017 года на 30-й минуте победного (2:0) выездного поединка группы «А» Второй лиги Украины против «Полесья» из Житомира. Литовченко вышел на поле в стартовом составе, а на 81-й минуте его заменил Юрий Головачук. За два сезона, проведенных в «Ниве», во Второй лиге сыграл 36 матчей (14 голов), ещё один — в кубке Украины.
В сентябре 2020 года перебрался в «Черкащину», в составе которой дебютировал 19 сентября 2020 года в победном (2:0) выездном поединке 3-го тура группы «Б» Второй лиги против одесского «Реал Фарма». Алексей вышел на поле на 46-й минуте, заменив Владислава Кабанюка. Единственным голом за команду из одноименного региона отличился 10 октября 2020 года на 85-й минуте (реализовал пенальти) победный (2:0) домашний поединок 6-го тура группы «Б» Второй лиги против «Николаева-2». Литовченко вышел на поле на 50-й минуте, заменив Юрия Малея. В первой части сезона 2020/21 во Второй лиге сыграл 8 матчей, в которых отличился 1 голом.
Во время зимнего перерыва сезона 2020/21 оказался в «Горняке-Спорте». В футболке нового клуба дебютировал 12 марта 2021 года в ничейном (1:1) домашнем поединке 1-го тура Первой лиги Украины против франковского «Прикарпатья». Алексей вышел на поле в стартовом составе и отыграл весь матч.